# Liste des communautés au Yukon
La liste des communautés au Yukon répertorie l'ensemble des municipalités (villes et villages), des communautés non incorporées (hameaux, localités et établissements), des communautés autochtones et des villes fantômes du Yukon, territoire du Nord du Canada.

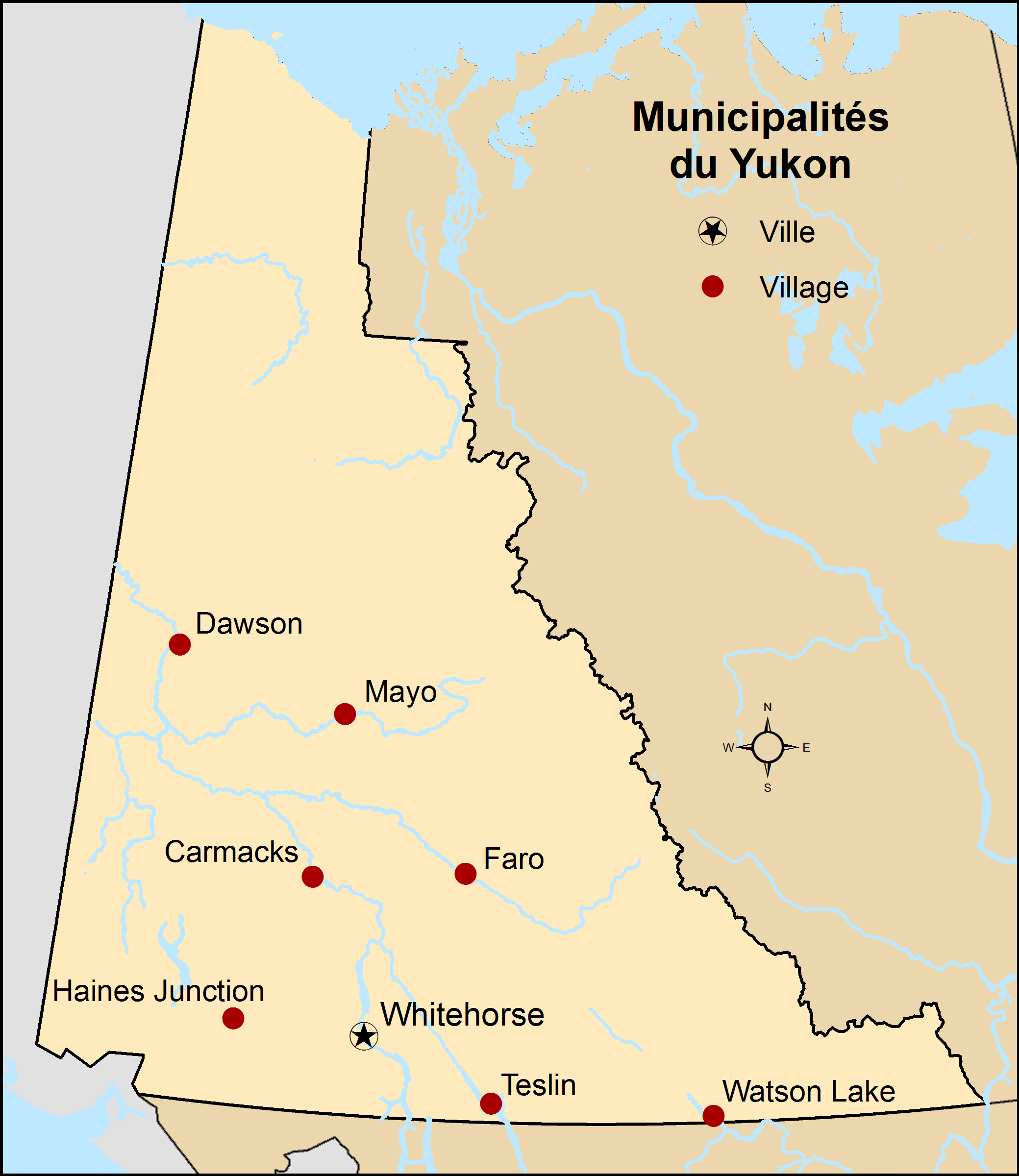
Distribution des huit municipalités du Yukon par type.

## Municipalités
| Nom             | Statut, | Date d'incorporation | Population (2021) | Population (2016) | Variation (%) | Surface terrestre (km2) | Densité de population (par km2) |
| --------------- | ------- | -------------------- | ----------------- | ----------------- | ------------- | ----------------------- | ------------------------------- |
| Carmacks        | Village | 1er novembre 1984    | 588               | 493               | 19,3          | 36,87                   | 15,9                            |
| Dawson          | Village | 9 janvier 1902       | 1 577             | 1 375             | 14,7          | 30,91                   | 51                              |
| Faro            | Village | 13 juin 1969         | 440               | 348               | 26,4          | 199,89                  | 2,2                             |
| Haines Junction | Village | 1er octobre 1984     | 688               | 613               | 12,2          | 34,30                   | 20,1                            |
| Mayo            | Village | 1er juin 1984        | 188               | 200               | −6            | 0,98                    | 191,8                           |
| Teslin          | Village | 1er juin 1984        | 239               | 255               | −6,3          | 3,77                    | 63,4                            |
| Watson Lake     | Village | 1er juin 1984        | 1 133             | 1 083             | 4,6           | 109,77                  | 10,3                            |
| Whitehorse      | Ville   | 1er juin 1950        | 28 201            | 25 085            | 12,4          | 413,94                  | 68,1                            |
| Total           | —       | —                    | 33 054            | 29 452            | 12,2          | 830,43                  | 39,8                            |

## Communautés non incorporées

### Hameaux
Statistique Canada reconnait deux subdivisions de recensement au Yukon qui sont classés en tant que hameaux.
- Ibex Valley
- Mount Lorne

### Localités
Le Gazetteer of Yukon a reconnu 96 localités en février 2012. Deux d'entre elles, Tagish et Upper Liard, sont désignés en tant que subdivisions de recensement par Statistique Canada, bien qu'elles soient classifiés en tant qu'établissements.
- Aishihik (en)
- Ballarat Creek
- Barlow
- Bear Creek
- Black Hills
- Boundary
- Braeburn
- Brewer Creek
- Britannia Creek
- Brooks Brook
- Calumet
- Canyon
- Canyon City
- Carcross Cutoff
- Caribou
- Champagne
- Clear Creek
- Clinton Creek
- Coffee Creek
- Conrad
- Dalton Post
- De Wette
- Dezadeash
- Dominion
- Eagle Plains
- Flat Creek
- Fort Reliance
- Fort Selkirk
- Forty Mile
- Frances Lake
- Glenboyle
- Gold Bottom
- Gold Run
- Gordon Landing
- Grand Forks
- Granville
- Gravel Lake
- Hootalinqua
- Isaac Creek
- Jakes Corner
- Jensen Creek
- Kirkman Creek
- Klondike
- Klukshu
- Koidern
- Kynocks
- Lansdowne
- Lapierre House
- Little Gold
- Little River
- Little Salmon
- Little Teslin Lake
- Lorne
- Mason Landing
- McCabe Creek
- McQuesten
- Minto
- Minto
- Minto Bridge
- Montague
- Moosehide
- Morley River
- Nesketahin
- Ogilvie
- Paris
- Pelly Lakes
- Quill Creek
- Rancheria
- Readford
- Robinson
- Rock Creek
- Scroggie Creek
- Silver City
- Sixtymile
- Snag Junction
- Stevens Roadhouse
- Stony Creek Camp
- Sulphur
- Summit Roadhouse
- Tagish (désignée aussi en tant que division de recensement)[1]
- Takhini
- Takhini Hotspring
- Ten Mile
- Teslin Crossing
- Teslin River
- Thistle Creek
- Tuchitua
- Upper Laberge
- Upper Liard (désignée aussi en tant que division de recensement)[1]
- Watson
- Wernecke
- West Dawson
- Whitefish Station
- Whitestone Village
- Yukon Crossing

#### Dalton Post
Dalton Post ou Shäwshe est un ancien poste de traite et une communauté des Premières Nations au bord de la Tatshenshini. Elle était sur la Dalton Trail près de la Haines Highway. De nos jours, elle est reconnue comme un lieu pour la pêche au saumon du Pacifique. Elle sert également de base pour les expéditions de rafting sur les rivières Tatshenshini et Alsek.

#### Jakes Corner
Jakes Corner est un lieu situé au mille historique 866 de la route de l'Alaska à l'intersection de la Tagish Road et de la Atlin Road. Un nombre plutôt restreint d'habitations s'y trouve, la jonction étant connue pour la présence d'une station-service et d'un café. Plusieurs machines d'antan peuvent être observées à la station-service.

#### Klukshu
De nos jours, Klukshu constitue un lieu de pêche saisonnière autochtone, où le saumon royal pullule. Situé à proximité de la Haines Highway, aucune population n'y réside de manière permanente. Un panneau d'interprétation y a été installé par les Premières Nations Champagne et Aishihik.

#### Little Salmon
Little Salmon est localisée sur la Robert Campbell Highway entre Faro et Carmacks, aux abords du lac du même nom et du fleuve Yukon. Le seul établissement non-résidentiel de l'endroit est le bureau d'entretien routier du gouvernement territorial. Autrefois, il s'agissait d'un lieu de rencontre important de la Première Nation de Little Salmon/Carmacks.

#### Silver City
Ancienne ville minère, Silver City est aujourd'hui le lieu de résidence d'un nombre restreint de personnes, dont l'un des habitants offre une chambre d'hôtes. Elle est située au mille historique 1053 de la route de l'Alaska.

#### Sulphur
Sulphur ou Sulphur Creek était auparavant un camp minier situé au sud-est de Dawson aux abords d'un petit cours d'eau du même nom qui se déversait dans la rivière Indian. Un bureau de poste y était présent d'octobre 1903 à juillet 1922. L'endroit est mentionné dans le récit To Build a Fire de Jack London.

### Établissements
La Gazeteer of Yukon a reconnu 29 établissements en février 2012. Onze de ces établissements sont désignés en tant que subdivisions de recensement par Statistique Canada.
- Arlington
- Armstrong
- Bear Creek
- Beaver Creek – désignée aussi en tant que division de recensement[1]
- Big Salmon
- Burwash Landing – désignée aussi en tant que division de recensement[1]
- Carcross – désignée aussi en tant que division de recensement[1]
- Destruction Bay – désignée aussi en tant que division de recensement[1]
- Dry Creek
- Dundalk
- Herschel
- Hundred Mile Landing
- Johnsons Crossing – désignée aussi en tant que division de recensement[1]
- Keno Hill – désignée aussi en tant que division de recensement[1]
- Lewis
- Livingstone
- Lower Laberge
- Marsh Lake
- Mendenhall Landing
- Old Crow – désignée aussi en tant que division de recensement[1]
- Pelly Crossing – désignée aussi en tant que division de recensement[1]
- Rampart House
- Ross River – désignée aussi en tant que division de recensement[1]
- Selwyn
- Snag
- Stewart Crossing – désignée aussi en tant que division de recensement[1]
- Stewart River
- Swift River (en) – désignée aussi en tant que division de recensement[1]
- Teslin Lake (en)

#### Herschel
Herschel était autrefois un hameau situé sur l'île Herschel et servant à la pêche à la baleine, de poste de la Police montée du Nord-Ouest et de magasin de la Compagnie de la Baie d'Hudson. Le lieu est abandonné depuis longtemps et les bâtiments qui y subsistent sont menacés par l'érosion des rives.

#### Stewart River
Stewart River est un ancien établissement situé à la confluence du fleuve Yukon et de la rivière Stewart. Quelques bâtiments et cabines y subsistent, tout comme un musée privé, qui sont tous menacés par l'érosion des berges. Fondé dans les années 1880 comme poste de traite, avant la ruée vers l'or du Klondike, et ce, dans le but de desservir les mineurs travaillant aux abords de la Stewart. Une famille vivait toujours à cet endroit à la fin des années 1980.

## Communautés des Premières Nations
Statistique Canada reconnait cinq subdivisions de recensement au Yukon classés en tant qu'établissements indiens et quatre autres classées en tant que gouvernements autonomes.

### Établissements indiens
- Champagne – aussi reconnu en tant que localité
- Kloo Lake (en)
- Klukshu – aussi reconnu en tant que localité
- Two Mile Village
- Two and One-Half Mile Village (en)

### Autonomie gouvernementale
- Carcross
- Lake Laberge
- Moosehide Creek (en)
- Teslin Post

## Villes fantômes
- Elsa
- Fort Frances (Yukon) (en)
- Miner's Prayer

### Miner's Prayer
Miner's Prayer a été construite près de la rivière Blackstone, offrant un lieu de détente aux mineurs, qui pouvaient y jouer au billard, consommer de l'alcool ou s'adonner à des loisirs autrement interdits sur les lieux de la mine. De nos jours, il s'agit du lieu de résidence de moins de trente habitants permanents. Il est possible d'y accéder par un chemin de gravier se dirigeant vers l'ouest à partir du mille 57 de la Dempster Highway.